# Station Carteret
Station Carteret is een spoorwegstation in de Franse gemeente Barneville-Carteret.